# بدیافت

نماد بدیافت.

بَدیافت (به انگلیسی: Downcycling) به نوعی بازیافت زباله گفته می‌شود که در آن مواد بازیافتی از کیفیت و کارایی پایین‌تری نسبت به مواد اولیه برخوردار باشند. اغلب، این به دلیل تجمع ناخالصی‌ها در فلزات ثانویه است، که می‌تواند کاربرد دوباره مواد را سخت کند. به عنوان مثال، ضایعات فولادی از وسایل نقلیه فرسوده اغلب با مس ناشی از سیم‌ها و قلع حاصل از پوشش آلوده می‌شود. این قراضه آلوده یک فولاد ثانویه تولید می‌کند که مشخصات فولاد خودرو را برآورده نمی‌کند و بنابراین بیشتر در بخش ساخت و ساز کاربرد دارد.
بدیافت می‌تواند به استفاده از مواد، کاهش مصرف مواد خام، و جلوگیری از مصرف انرژی، انتشار گازهای گلخانه‌ای، آلودگی هوا و آلودگی آب در تولید اولیه و استخراج منابع کمک کند.
بدیافت برعکس به‌یافت است.